# Altar de Saturn
L'Altar de Saturn (en llatí, Ara Saturni) és un altar arcaic situat al Fòrum Romà i dedicat a un dels cultes itàlics més antics, açò és, al déu Saturn. Construït al segle VI abans de la nostra era, continuà usant-se fins a la caiguda de l'Imperi romà d'Occident. És enfront del Temple de Saturn i les restes, les va descobrir Rodolfo Lanciani el 1902.

## Ubicació
L'arqueòleg italià Rodolfo Lanciani va descobrir les restes de l'altar el 1902 a prop de l'Arc de Septimi Sever, dins de les excavacions fetes entre el 1899 i el 1905 per Lanciani i Giacomo Boni. Al principi es creia que les restes pertanyien al Vulcanal o que era un dels altars de l'àrea sagrada Area Volcani. Una altra hipòtesi publicada el 1983 per l'arqueòleg italià Filippo Coarelli proposava que els vestigis eren de l'altar de Saturn, i situava el Vulcanal més prop del Comitium.
L'altar es troba davant del Temple de Saturn, al costat de l'Umbilicus urbis Romae, i al sud del senaculum del Fòrum Romà.

## Descripció
L'Altar de Saturn és un petit monument rectangular i fa 3,95 m per 2,8 m. Fou construït amb blocs de tuf volcànic.

## Història
L'altar fou construït abans del Temple de Saturn, en el segle vi abans de la nostra era, i va continuar usant-se fins a la caiguda de l'Imperi romà d'Occident. El van erigir els pelasgs en honor a Saturn, identificat amb el tità grec Cronos, a qui es considerava fundador de la primera ciutat sobre el Capitoli (Mons Saturninus), que s'anomenà Saturnia per a honorar-lo.
| «                         | La primera [fortalesa] fou fundada pel déu Janus, l'altra per Saturn: l'una s'anomenà Janícula, l'altra Satúrnia. | » |
| — Virgili, Eneida, 8, 358 | |   |

Les fonts antigues situaven l'Altar de Saturn a prop d'un altre altar dedicat al déu Dis Pater i la dea Prosèrpina (que s'identifica hui com Mundus, anomenat després, en època tardana Umbilicus Urbis Romae; es creu que aquest altar albergava la festa de les Saturnals.
| «                            | […] elevaren a Dis (Plutó) un petit temple, a Saturn un altar, i la festa de la fundació s'anomenà Saturnals. S'ha informat que pensaven durant molt de temps honorar Dis oferint-li caps humans, i a Saturn li oferien víctimes humanes, a causa de les paraules de l'oracle: "Doneu els caps a Hades, i ason pare les persones». Hèrcules, però, en passar per Itàlia amb el ramat de Gerió, va convéncer els seus descendents que canviassen aquests sacrificis funests per altres de més propicis: oferir a Plutó, no pas els caps humans, sinó petits simulacres de caps humans, i honorassen els altars de Saturn, no pas amb sacrificis humans, sinó il·luminant-los amb torxes; i açò perquè la paraula φῶτα significava no sols 'humà', sinó també 'torxa'. D'ací ve el costum d'enviar, durant les Saturnals, torxes de cera. | » |
| — Macrobi, Saturnals, I, VII | |   |

és a dir, que els romans havien pretés apaivagar Dis Pater oferint-li caps humans i Saturn amb els cossos, però després es va passar a oferir a Dis Pater màscares amb rostres humans i a Saturn llums. Es va justificar amb un canvi en la interpretació de phôta, que pot significar tant 'llums' com 'humà'. Per açò s'intercanviaven ciris durant el festival de les Saturnals.